# No Straight Lines: Four Decades of Queer Comics
No Straight Lines: Four Decades of Queer Comics est un recueil de bandes dessinées sur l'homosexualité, parues depuis la fin des années 1960 jusqu'à la fin des années 2000. L'ouvrage, dirigé par Justin Hall (en), est publié par Fantagraphics en août 2012.

## Genèse du projet
En 2006, dans le cadre de la San Francisco Pride, Justin Hall est le commissaire d'une exposition, au Cartoon Art Museum, sur les bandes dessinées liées aux thèmes LGBTQ ; cette expérience lui inspire le projet de publier le recueil,. D'après Hall, si des narrations érotiques gay sont représentées dans la bande dessinée underground depuis la fin des années 1950, les œuvres portant sur les relations LGBT se sont multipliées après les émeutes de Stonewall en 1969, car ces évènements ont favorisé l'émergence d'un sentiment d'appartenance à une même communauté : les comics underground sur le sujet ont alors prospéré à San Francisco. À travers cet ouvrage, Hall a voulu documenter, préserver et célébrer la mémoire de cette « histoire cachée ».
Hall a sélectionné les travaux figurant dans cette compilation selon plusieurs critères, par ordre décroissant : « la valeur artistique, historique ou représentative ». Il a souhaité rendre compte de l'histoire complexe et riche des bandes dessinées sur les thématiques LGBTQ.

## Thèmes
La compilation retrace les évènements marquants dans l'histoire des bandes dessinées LGBTQ sur une période de quarante ans,, y compris l'épidémie du virus de l'immunodéficience humaine. Rassemblée par Justin Hall, cette compilation paraît le 1er août 2012. Le livre comporte les travaux d'auteurs notables comme Alison Bechdel, Howard Cruse, Roberta Gregory, Eric Shanower, Paige Braddock, ainsi que d'autres créations par des bédéastes à leurs débuts, comme Ellen Forney, Erika Moen (en) et Ariel Schrag (en).
Cette anthologie se présente en trois sections : la première, intitulée Comics Come Out: Gay Gag Strips, Underground Comix, and Lesbian Literati couvre la période entre la fin des années 1960 et les années 1970, avec des dessins humoristiques parus dans la presse gay après les émeutes de Stonewall, ainsi que les travaux issus des comics underground féministes et lesbiens. Le chapitre s'achève sur la création des séries Gay Comix (en), et comporte une narration de Trina Robbins, intitulée Sandy Comes Out, dans laquelle Hall voit la première bande dessinée qui décrive la vie des homosexuels sous un angle positif.
Le second chapitre, File Under Queer: Comix to Comics, Punk Zines, and Art During the Plague présente la période des années 1980 et 1990, en mettant l'accent sur les réactions des artistes face à l'avènement du virus de l'immunodéficience humaine, ainsi que l'émergence de punk zines (en) et de mini-comics,. La dernière partie, A New Millenium: Trans Creators, Webcomics, and Stepping Out of the Ghetto, porte sur les travaux émanant des créateurs transgenres, de plus en plus nombreux, ainsi que la mutation des comics queer : d'abord présents dans des médias de niche, ils se diffusent sur internet avant d'accéder à la presse généraliste.

## Accueil critique
L'accueil critique est favorable dans plusieurs médias comme Publishers Weekly, The New York Times Book Review, Tor.com (en), et d'autres chroniqueurs.
En 2013, le livre est nommé pour le prix Eisner en tant que meilleur recueil.